# افرای وانگچی
افرای وانگچی (نام علمی: Acer wangchii) نام یک گونه از سرده افرا است.